# Feliu Guillaumes
Feliu-Joan Guillaumes i Ràfols, né le 5 décembre 1962 et mort le 30 septembre 2024, est un homme politique espagnol membre de la Convergence démocratique de Catalogne (CDC).
Il devient député de Barcelone et de la circonscription de Barcelone en avril 2017 au cours de la XIIe législature. Il est aussi député de la circonscription de Barcelone pendant cette même législature.

## Biographie

### Profession
Feliu Guillaumes i Ràfols est titulaire d'une licence en lettres et philosophie. Il est fonctionnaire du corps supérieur des administrateurs de la Généralité de Catalogne. Il a aussi travaillé comme directeur des ressources humaines à la mairie de Sant Cugat del Vallès.

### Activités politiques
Il devient militant de la CDC en 1978 et membre fondateur des Jeunesses nationalistes de Catalogne dont il est président de 1990 à 1994.
En 1995, il entre au Congrès lorsqu'il remplace Rafael Hinojosa, démissionnaire. Il siège à la commission de la Justice et de l'Intérieur, à la commission du budget et à la commission du budget. Il abandonne son siège lors des élections générales de l'année suivante. En 2011, il devient second adjoint-au-maire de Mollet del Vallès après les élections locales de mai puis retrouve son siège au palais des Cortes en décembre suivant après avoir été élu député dans la circonscription Barcelone. Il est alors porte-parole de la CiU à la commission de l'Intérieur.
Le 5 avril 2017, il retrouve à nouveau son siège de parlementaire barcelonais à la suite de l'inhabilitation de Francesc Homs, condamné pour désobéissance.